# Aéroport de Doncaster-Sheffield Robin Hood
L'aéroport de Doncaster-Sheffield Robin Hood (code IATA : DSA • code OACI : EGCN) est un aéroport international situé à l'ancienne station de la Royal Air Force au Finningley, dans la région métropolitaine de Doncaster dans le Yorkshire du Sud, en Angleterre. L'aéroport se trouve à 5,6 km au sud-est de Doncaster et à 29 km au nord-est de Sheffield. Avec 724 252 passagers en 2014, l'aéroport Robin Hood est le deuxième plus grand aéroport du Yorkshire, derrière l'aéroport de Leeds Bradford.

## Historique
17 ans après son ouverture, Le vol BY383 de TUI Airways en provenance d’Hurghada en Égypte, opéré en Boeing 737 Max 8, est le dernier vol régulier à emprunter la piste de l’aéroport le 4 novembre 2022 vers 21 h 14.

## Statistiques
Pour des raisons techniques, il est temporairement impossible d'afficher le graphique qui aurait dû être présenté ici.

Voir la requête brute et les sources sur Wikidata.

## Situation

### Carte des aéroports commerciaux d'Angleterre
| Birmingham Bournemouth Bristol Doncaster · Sheffield Durham · Tees Valley East Midlands Exeter Humberside Land's · End Leeds-Bradford Liverpool L.-City L.-Gatwick L.-Heathrow L.-Luton L.-Southend L.-Stansted Lydd Manchester Newcastle · Upon Tyne Newquay · Cornouailles Norwich Southampton St Mary des Sorlingues Carlisle Lake |

## Compagnies aériennes et destinations
Fermeture de l'aéroport le 7 novembre 2022